# Golfklubba
Golfklubbor finns i olika typer; träklubbor, järnklubbor och putter. Beroende på vilket slag som ska slås med avseende på bland annat avstånd och bollens läge så bestämmer spelaren vilken klubba som ska användas.
Enligt golfreglerna så får spelaren ha 14 klubbor i bagen under spel. Längden på klubban och dess loft (bladvinkel) avgör längden och höjden på slaget. Klubborna numreras för att kunna identifieras och de lägsta numren har det lägsta loftet (en järnfemma har lägre loft än en järnsexa). Lägre nummer på klubba ger således lägre båge på bollbanan och kraften driver istället bollen längre.
Vilka klubbor som ska ingå i ett golfset är individuellt. Elitspelare brukar välja sina klubbor efter de förhållanden som råder inför rundan. De har i regel fler än 14 klubbor att välja mellan. En amatörgolfare har oftast bara en uppsättning att välja på och en vanlig uppsättning är träetta (driver), trätrea (spoon), träfemma, järntrea till järnnia, pitching wedge, sandwedge och putter. Lobwedge är också vanligt förekommande. Lobwedgen kan vara vinklad upp till 64 grader, vilket ger extremt höga och korta slag.
När bollen slås så gör kraften vid tillslaget att bollen trycks samman och pressas mot bladets skåror. Bollens egenskaper med sina dimples, i kombination med bladets loft, gör att den får backspin som hjälper bollen att lämna marken med en stigande bana, dock inte i samma bana som svingrörelsen. Så länge bollen har fart ifrån svingen så stiger den med hjälp av backspin. Det bildas också ett undertryck kring bollen tack vare dessa dimples, och flykten blir betydligt längre än slät boll skulle få.

## Klubbtyper

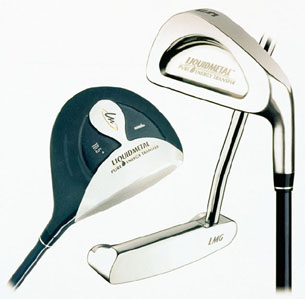
Träklubba, putter och järnklubba.

### Träklubba
Träklubbor är till för att slå långa slag. De numreras från 1 och uppåt. Träettan kallas för driver, och de övriga träklubborna kallas för fairwaywoods och används även vid långa fairwayslag. De har egenskapen att dess något rundade underkant och dess platta sula gör att de inte skär ner i marken vid tillslaget. De kallas träklubbor eftersom dess stora klubbhuvuden ursprungligen var gjorda av hårda träslag som ek och bok och senare när bollen började att utvecklas och bli hårdare övergick tillverkningen till persimmonblad. Idag är de gjorda av metall, exempelvis titan. Loftet på träklubborna är 7°–29°.

#### Driver
Driver är den golfklubba som normalt används som utslagsklubba vid långa hål, såsom par 4- och 5-hål. Denna klubba, som egentligen är en träetta, är på grund av sin låga klubbhuvudsvinkel (cirka 7°–12°) svår att använda utan peg och används därför främst från utslagsplatsen, tee. Den tekniska utvecklingen har gjort att regler har införts som begränsar storlek och andra egenskaper.

### Järnklubba
Järnklubbor används för kortare slag än träklubbor, bland annat för inspel mot greenen och utslag på par 3-hål. De indelas efter slaglängden i långa järn (1–3), mellanjärn (4–6) och korta järn (7–9). De brukar vara 90–100 centimeter långa och har ett loft på 16°–45°. Långa järn spelas ofta för långa transportslag mot greenen och mellanjärn och korta järn används oftast för att landa på densamma. Järnklubbor började att tillverkas på 1890-talet.

### Hybrid
Hybrider är kombinerade järn- och träklubbor. Dessa passar såväl i ruff som på fairway och har en betydligt jämnare träffbild än järnklubbor, och går dessutom längre. Dess loft är vanligen 14°–35° med en skaftlängd på cirka 94–104 cm. I stort sett alla etablerade golfvarumärken tillverkar hybrider, som har ersatt många långa järnklubbor.

### Wedge

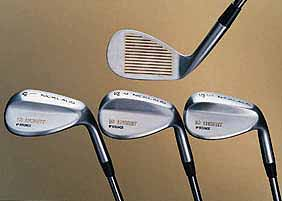
Några wedgar.

Wedgar är golfklubbor som används för att slå korta slag runt green (under 100 meter) eller vid svåra lägen (bunkrar, diken, högt gräs). De liknar järnklubbor i struktur och material, men kännetecknas dock av ett rundat, snarare ballongformat klubbhuvud. De är också ofta mjukare än järnkklubbor för större noggrannhet och större återkoppling till spelaren.

#### Pitching wedge
Pitching wedge (PW) används företrädesvis vid chippslag, pitchslag och vid inspel mot greenen där längden på ett slag med en järnnia blir för lång. Klubban har ett högre loft och kortare skaft än en järnnia vilket gör att slaget blir högre men kortare.

#### Gapwedge
Gapwedge (GW) är en golfklubba som används för att slå ett slag med högre och kortare bana än en pitching wedge, men med lägre och längre bana än en sandwedge. Namnet kommer från klubbens design att fylla ”gapet” mellan sandwedge och pitching wedge. Den kallas även för approach wedge (AW). Gapwedge är en löst definierad klubba, men dess loft är vanligen 50°–54°.

#### Sandwedge
Sandwedge (SW) är en golfklubba som oftast används för att slå ett slag ur en bunker. Den har ett högt loft (cirka 56°) och en bounce på 12°–16°. En sandwedge används även för att genomföra kortare slag utanför green då man vill att golfbollen skall stanna snabbare och inte få så mycket rull när den landar på green.

#### Lobwedge
Lobwedge (LW) är golfklubban som har det största loftet, vanligen 58°–68°. Klubban kan användas var som helst på banan men på grund av det höga loftet och sin korta längd så används den framför allt för de kortaste slagen och när slaget kräver hög precision. Ett slag med en lobwedge resulterar i ett högt slag och i att bollen stannar snabbt på greenen, ofta med backspin. Lobwedge finns i olika typer vad gäller dess bounce. En klubba med liten bounce kan användas från fairway som en vanlig klubba med normal sving medan en lobwedge med mycket bounce kan användas för bunkerslag och slag ur ruffen.

### Putter
Putter finns i många olika varianter och är kanske den mest individuella klubban. Dess utseende regleras bara med att skaftet, liksom övriga klubbor, inte får vara kortare än 1/2 yard = 45,7 centimeter. De har historiskt haft korta skaft men på senare år har långa skaft upp till hakan eller pannan börjat att användas. Putter används nästan uteslutande på greenen eller i dess närområde men kan även användas vid besvärliga slag på andra delar av banan.

## Konstruktion

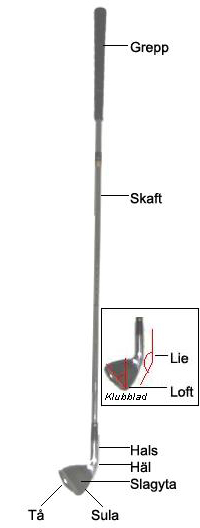
Golfklubba med blad

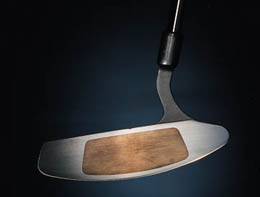
Putterblad med insert

En golfklubba består av ett skaft med grepp och ett huvud. Skaftet ska vara rakt och ha samma böjningsegenskaper i alla riktningar och det ska vara infäst i klubbladet vid hälen. När man svingar en golfklubba så håller man i greppet och i svingen böjer sig golfskaftet för att kunna ge fart åt klubbhuvudet som slår iväg golfbollen. Klubban får inte vara justerbar. Detta gäller inte putters som får ha skaftet infäst var som helst i bladet. Klubbhuvudet på trä- och järnklubbor får bara ha slagyta på en sida och längden mellan tå och häl ska vara större än bredden mellan slagytan och bakkanten.
Skaftet består av ett ihåligt rör av lättmetall eller grafit. Det är cirka 12 millimeter i diameter vid greppet och 89–115 centimeter långt. Skaftets egenskaper anges på många olika sätt och det vanligaste är flex och stiff. Spelare med en snabb sving använder stiff för att inte skaftet ska böja sig för mycket i nersvingen. Flexskaft har en högre böjlighet och används av spelare med en långsammare sving. Böjligheten ger en hävstångseffekt vid tillslaget.
Golfskaft ges olika egenskaper vid tillverkningen för att kunna passa så många olika golfspelare som möjligt. De egenskaper som är viktigast är vikt, flex (böjlighet), torsion (vridstyvhet) samt flexpunkt.
De vanligaste varianterna av flex är:
- L (Lady)
- A (Soft regular och Senior Regular)
- R (Regular Flex)
- S (Stiff Flex)
- X (Tour Stiff, Extra Stiff och Strong Flex)

Golfskaftet påminner om ett rör som smalnar av i en ändan. Man mäter skafts dimensioner i tum. Skaftet grovända (butt) mäter nästan alltid 0,600 inch eller 0,580 inch. Skaftet smalare ände (tip) mäter 0,335 inch för metalwoods och 0,380 inch för järnklubbor. Ett stålskaft gjuter man så de blir oftast väldigt likvärdiga. Ett grafitskaft består av flera tunna lager av olika grafit som rullas ihop till ett färdigt skaft. Det kan därför få en större variation på skaftegenskaper vilket är positivt. Det negativa är att samma skaftmodell kan få stora variationer.
Till en början tillverkades skaften i hickory som hade god hållbarhet och bra flex, men hade nackdelen att det vreds vid tillslaget. Redan på 1890-talet experimenterades med stålskaft och en smed från Edinburgh tog patent på stålskaftet 1894 men tog tillbaka det då det var tveksamt om det skulle få användas. Det dröjde till 1924 innan USGA gav klartecken och till 1929 innan R&A tillät det. Stålskaftet var väldigt vridstyvt vilket gjorde att man kunde slå ner på bollen vilket skapade en ny golfteknik. Nästa stora förändring kom med grafitskaften som kom 1980-talet. Stålskaft är fortfarande vanligast på järnklubbor. Längre klubbor som metalwoods och hybrider har nästan alltid grafitskaft på grund av deras låga vikt.
Skaftet är infäst i bladet, antingen direkt eller via en hylsa. Moderna blad har genom sin storlek en förlåtande effekt på sämre träffar men det är skaftet som genererar kraften som ger långa slag och skapar precision. Klubbladet har följande egenskaper:
- Bounce - Bladets framkant är högre än bakkanten. En järntrea har ingen bounce medan en sandwedge har det.
- Skåror (grooves) i klubbladet
- Insert - Inläggning i bladet
- Loft - Slagytans vinkel mot klubbskaftet
- Lie - Vinkeln mellan klubbladets sula och skaftet.
- Offset - Slagytans nederkant ligger bakom skaftet
- Sweetspot - Den yta på klubbladet som ger den renaste träffen
- Tå/häl - Den mesta vikten placeras i tån och hälen. Detta gör att bladet får en låg tyngdpunkt och stor träffyta och är därför förlåtande mot slag som inte träffar sweetspot.

## Skräddarsydd golfutrustning
Om en spelare använder klubbor som inte är anpassade för hans eller hennes förutsättningar blir spelet svårare. Skräddarsydd (customfitted) golfutrustning brukar utföras av en välutbildad golfinstruktör som med hjälp av sin erfarenhet och tekniska hjälpmedel, som exempelvis en svinghastighetsmätare, avgör hur klubborna bör utformas för att passa spelaren så bra som möjligt.